# Aubérive
Aubérive település Franciaországban, Marne megyében. Lakosainak száma 247 fő (2022. január 1.). Aubérive Baconnes, Prosnes, Saint-Hilaire-le-Grand, Saint-Souplet-sur-Py és Vaudesincourt községekkel határos.

## Népesség
A település népességének változása:
| Lakosok száma | 203  | 156  | 157  | 194  | 226  | 225  | 238  | 253  | 253  | 247  |
|               | 1968 | 1982 | 1990 | 2006 | 2013 | 2015 | 2017 | 2019 | 2020 | 2022 |